# 周船寺村
周船寺村（すせんじむら）は、福岡県の北西部にあった村で、糸島郡に属していた。
1961年4月1日、同じ糸島郡内の元岡村・北崎村と同時に福岡市に編入され、自治体としては消滅した。現在は西区の一部となっている。

## 地理
福岡県の北西部、福岡市中心部の西約15kmの内陸部に位置していた。村域は現在の福岡市西区西端部の周船寺・徳永・女原・飯氏・千里・宇田川原地区にあたる。福岡平野の西端部にあたり全体的に平坦な地形であるが、南東部はやや起伏のある地形となっている。

## 歴史
- 1889年（明治22年）4月1日 - 町村制施行により怡土郡千里村、宇田川原村、飯氏村、周船寺村、徳永村、志摩郡女原村が合併し怡土郡周船寺村が発足。
- 1896年（明治29年）4月1日 - 郡の統合により糸島郡に属する[2]。
- 1961年（昭和36年）4月1日 - 元岡村、北崎村とともに福岡市に編入され消滅。[1]
- 1972年（昭和47年）4月1日 - 福岡市が政令指定都市へ移行。旧村域は西区に編入する。
- 1982年（昭和57年）5月10日 - 西区の3分割に伴い、旧村域は西区の一部となる。

## 行政
- 村長：池次雄（最終代）

## 地域

### 教育

#### 小学校
- 周船寺村立周船寺小学校（現・福岡市立周船寺小学校）

#### 中学校
- 元岡村周船寺村中学校組合立元岡中学校（元岡村。現・福岡市立元岡中学校）

#### 高等学校
自治体廃止当時村内になし（現在は旧村域に福岡県立筑前高等学校が開校している）。

## 交通

### 空港
村内に空港はないため、福岡市の板付飛行場を利用することとなる。

### 鉄道
- 日本国有鉄道
  - 筑肥線
    - 周船寺駅

なお周船寺村時代には存在していないが、2005年9月23日に今宿（旧今宿村域） - 周船寺駅間に九大学研都市駅が開業している。

### バス路線
- 昭和自動車

### 道路
- 国道202号
- 福岡県道56号福岡早良大野城線